# Застынка
Застынка (рум. Zastînca) — село в Сорокском районе Молдавии. Относится к сёлам, не образующим коммуну.

## География
Село расположено у южной границы города Сороки на высоте 172 метра над уровнем моря. Через село проходит автодорога национального значения M2. Восточнее села протекает река Днестр, по которой проходит молдавско-украинская граница.

## Население
По данным переписи населения 2004 года, в селе Застынка проживает 2308 человек (1137 мужчин, 1171 женщина).
Этнический состав села:
| Национальность | Число жителей | Процентный состав |
| -------------- | ------------- | ----------------- |
| молдаване      | 2209          | 95,71             |
| украинцы       | 44            | 1,91              |
| русские        | 35            | 1,52              |
| румыны         | 16            | 0,69              |
| болгары        | 3             | 0,13              |
| прочие         | 1             | 0,04              |
| Всего          | 2308          | 100 %             |